# Elionurus barbiculmis
Elionurus barbiculmis là một loài thực vật có hoa trong họ Hòa thảo. Loài này được Hack. ex Scribn. mô tả khoa học đầu tiên năm 1888.